# Hans Piesker

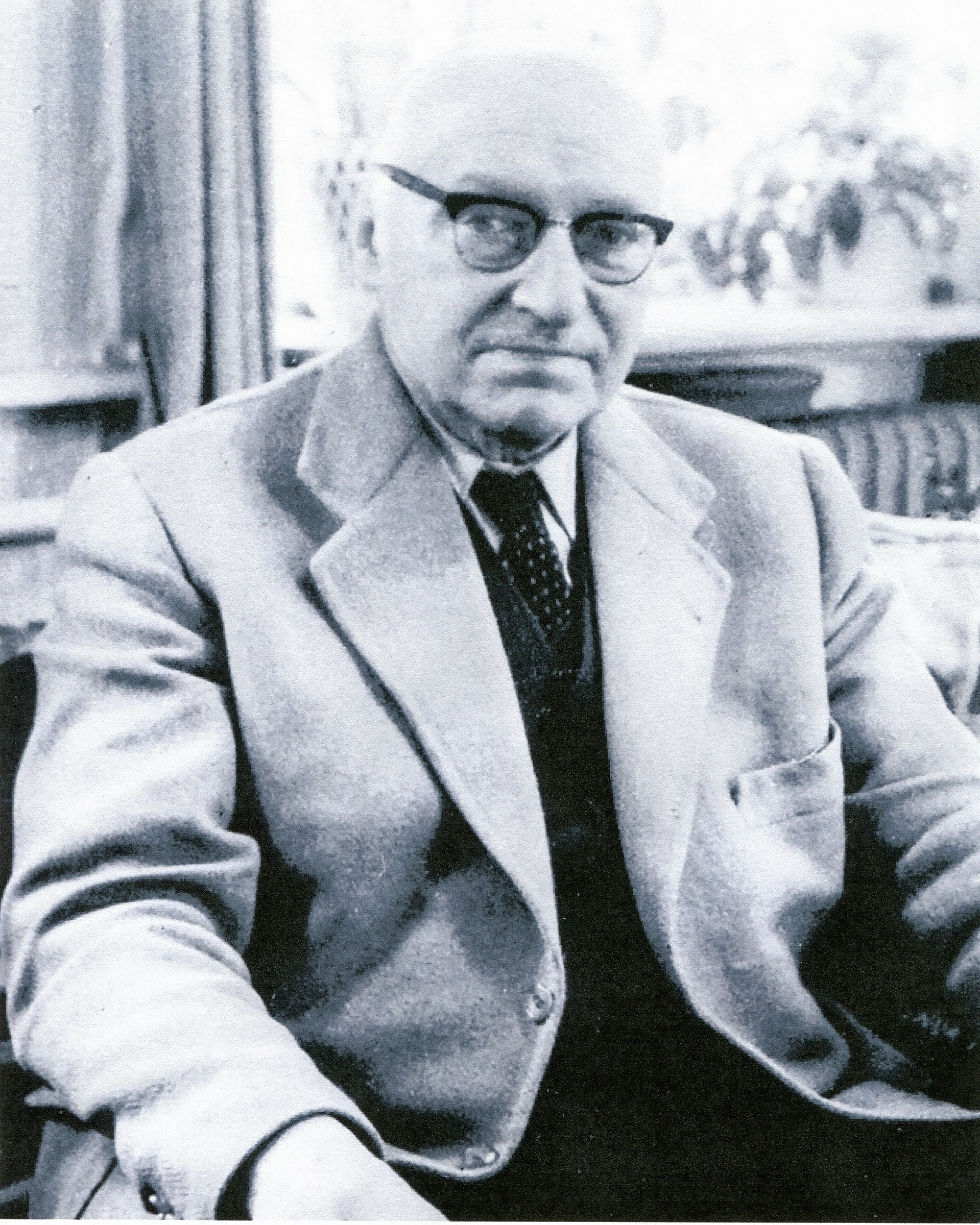
Hans Piesker

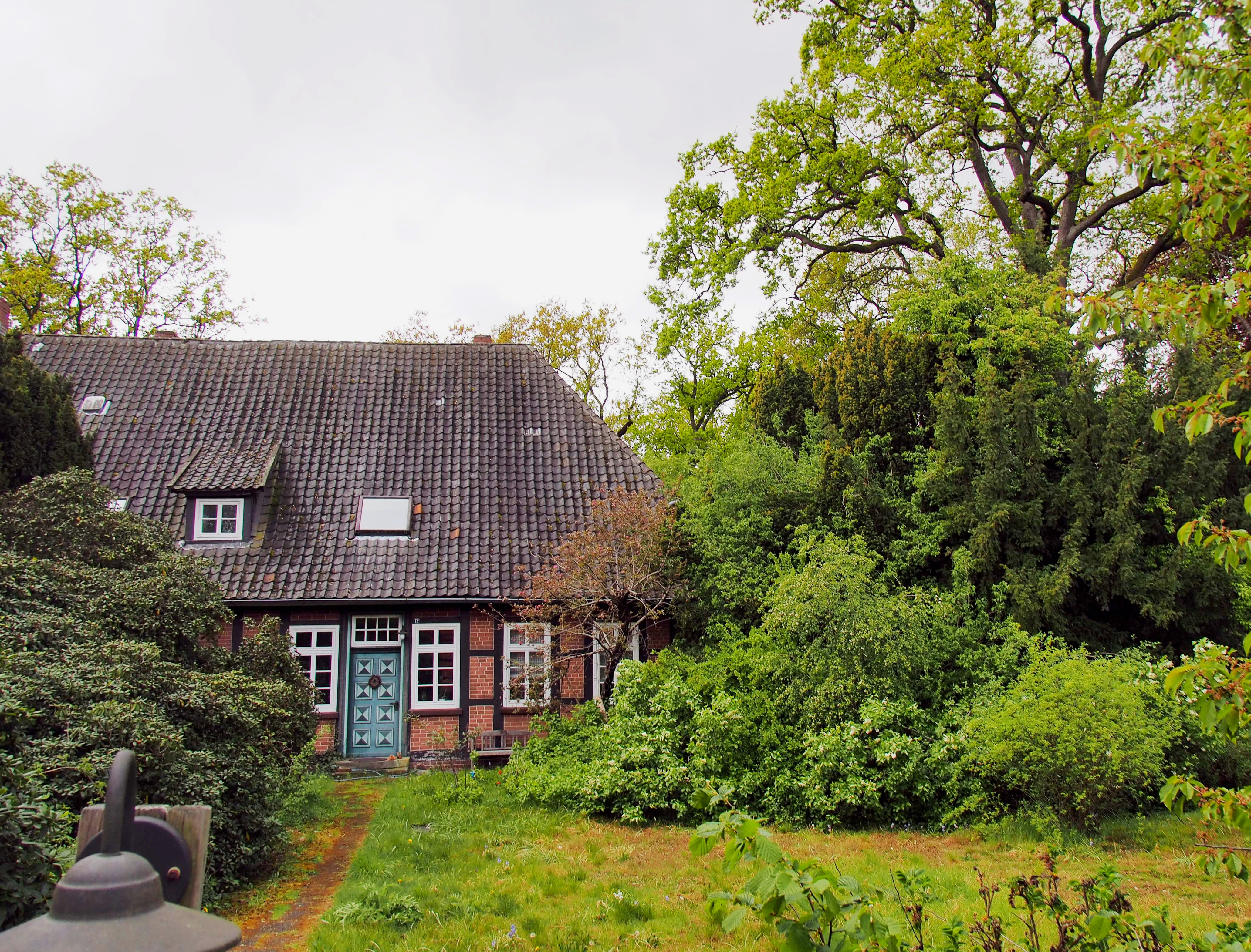
Pieskers ehemaliges Wohnhaus in Hermannsburg, Gemeinde Südheide

Hans Piesker (* 1. Januar 1894 in Szittkehmen im Kreis Goldap in Ostpreußen; † 12. Mai 1977 in Hermannsburg) war ein deutscher Prähistoriker und Archäologe.

## Werdegang

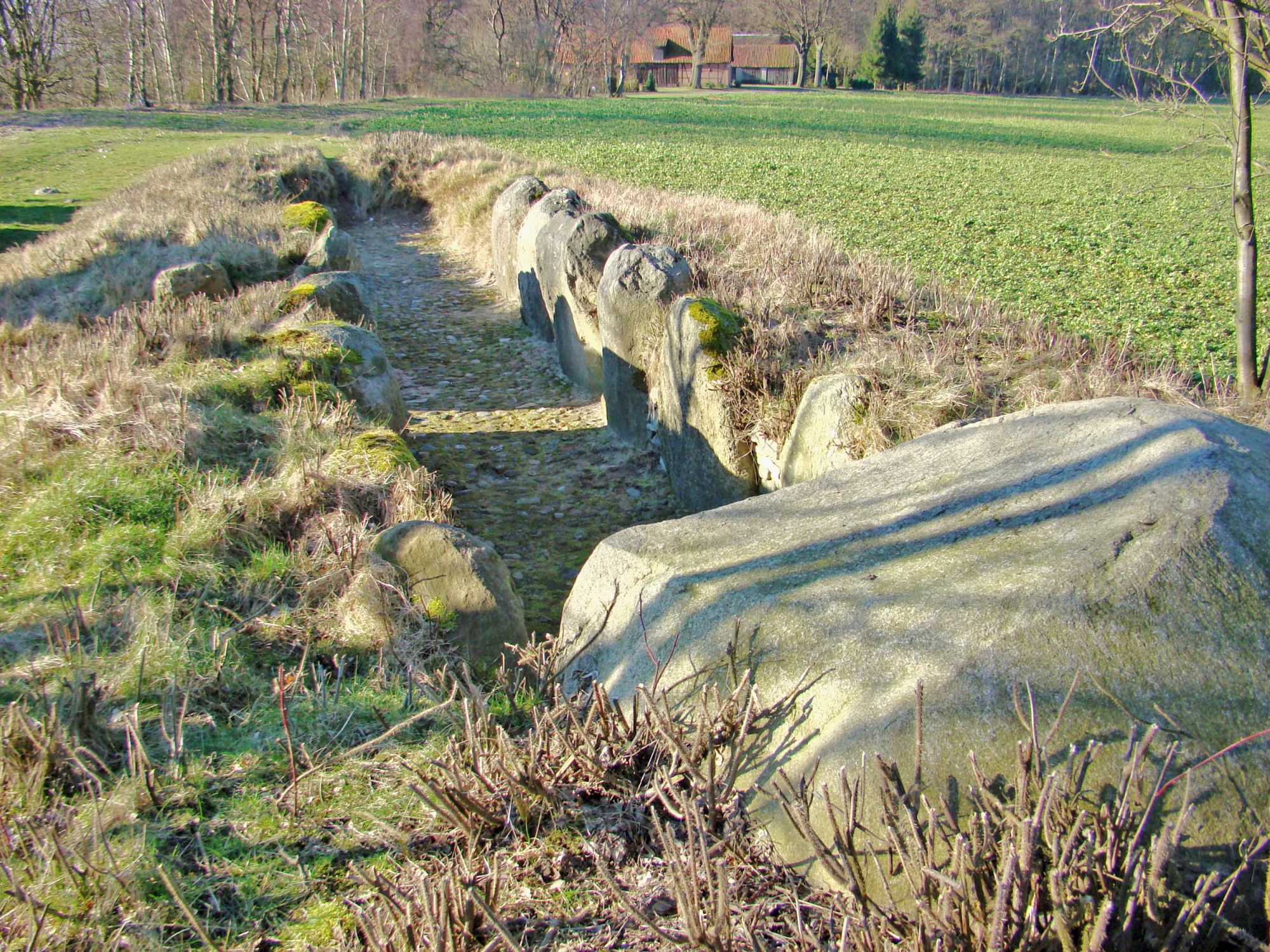
Großsteingrab Nähe Dohnsen/Siddernhausen

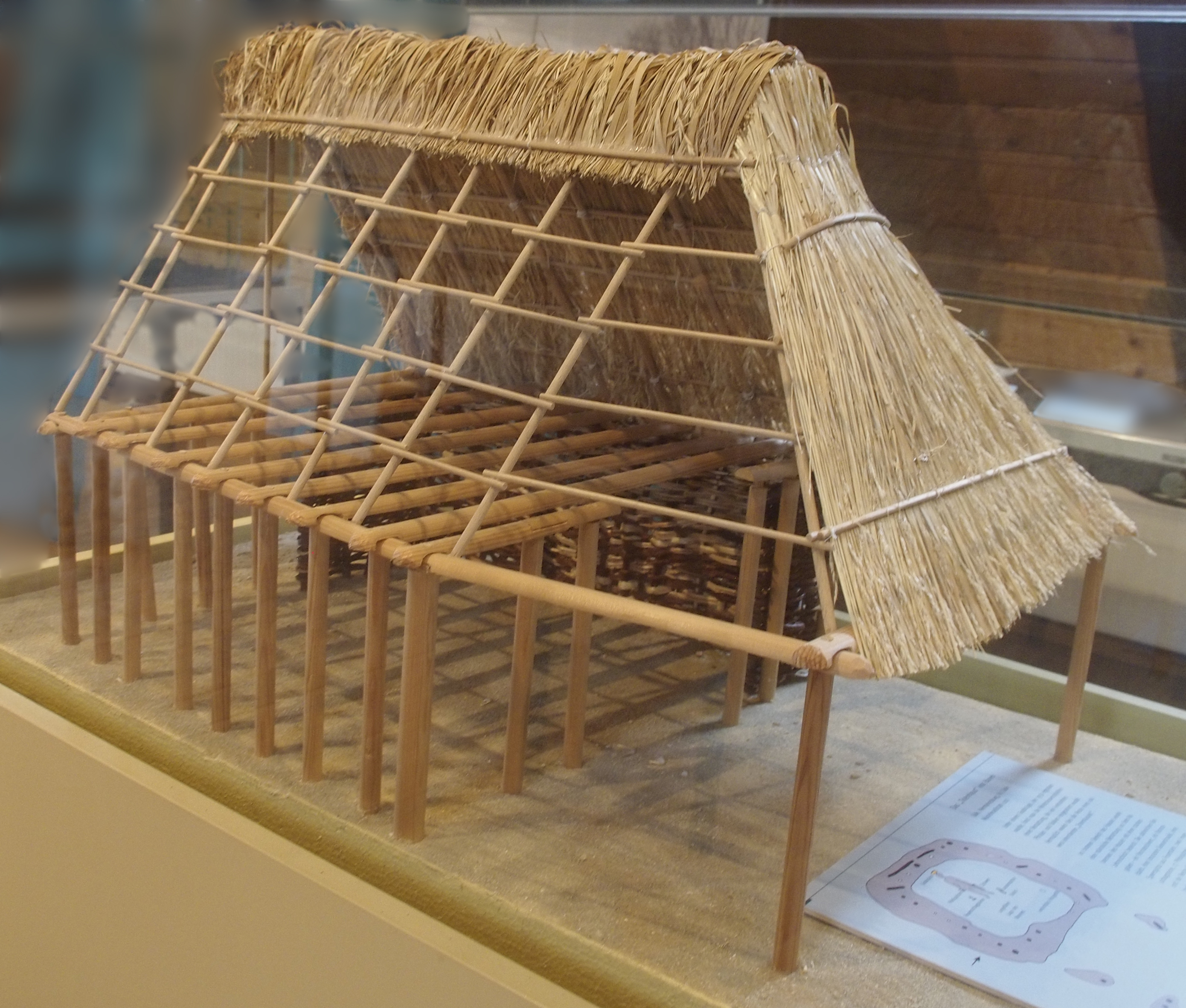
Modell des Totenhauses von Hermannsburg (im Heimatmuseum Römstedthaus Bergen)

Hans Piesker, Sohn eines Beamten, besuchte zunächst die Volksschule in Zielenzig Kreis Oststernberg und das Gymnasium in Hameln.
1913 begann er mit dem Studium, er wählte als Hauptfach Vorgeschichte. 1914 mit Ausbruch des Ersten Weltkriegs beendete er das Studium und diente bis 1918 freiwillig in einem Freikorps. Nach Ende des Krieges nahm er das Studium wieder auf. Aus finanziellen Gründen verließ er die Universität. Piesker zog nach Hermannsburg in die Lüneburger Heide, um hier den großelterlichen Bauernhof zu übernehmen. Später nahm er das Studium aber wieder auf. Er besuchte die Universitäten in Freiburg, Göttingen, Halle und Marburg.

## Forschungsarbeit
Am 4. Februar 1931 promovierte Piesker mit der Dissertation über „Spätpaläolitische Funde der südlichen Lüneburger Heide“. Piesker erhielt Anstellungen als wissenschaftlicher Berater in Dresden, Stralsund und Hannover.
Während der Zeit begann er in Ostpreußen und Niedersachsen mit seinen ersten Ausgrabungen. 1932 grub er das Totenhaus von Hermannsburg aus. Die Beigaben datieren die Hausreste in die Mitte der Bronzezeit. Das Auftreten derartiger Totenhäuser
ist in Norddeutschland selten.
Als der Truppenübungsplatz Bergen errichtet wurde, beauftragte man ihn mit dem Sichern und Ausgraben vorgeschichtlicher Befunde in diesem Gebiet. In der Zeit von 1935 bis 1941, und später 1944 noch mal, führte er hier eine Vielzahl von Vermessungen und Grabungen durch. Er fand und untersuchte insgesamt 277 Hügelgräber, 108 davon allein auf dem Truppenübungsplatz. Die Grabungsfunde hiervon sind zum größten Teil ins Niedersächsische Landesmuseum Hannover gelangt. Mehrere Bodendenkmale (Überreste früherer Befestigungsanlagen) und ein Großsteingrab, die Steinkammer bei Dohnsen, wurden von ihm entdeckt. Mit der Einberufung zum Wehrdienst während des Zweiten Weltkriegs brach er diese Arbeit ab. 1944 wurde er als Soldat nach Bergen-Hohne versetzt. Bis zum Ende des Krieges 1945 war er für den Teilbezirk Lüneburg-Süd „Bezirkspfleger für kulturgeschichtliche Bodenaltertümer“. Auch im Auftrag des Landkreises Celle registrierte er die archäologischen Denkmale und Bodenfunde.
Erwähnenswert sind vor allem seine Veröffentlichungen zum Paläolithikum. Seine vielleicht bedeutendste Entdeckung war die einer Siedlung der Trichterbecherkultur (ca. 4200–2800 v. Chr.). Etwa 800 m östlich von Dohnsen, auf dem Lührsberg, einer 77 m über NHN hohen und etwa 500 m breiten Erhebung, wurde 1936 von Hans Piesker die Ansiedlung entdeckt. Von der ursprünglich 30.000 m² großen Siedlung konnten zahlreiche Pfostenlöcher und Siedlungsgruben, aber auch mehrere Hausgrundrisse freigelegt werden.
Nach 1945 bewirtschaftete er zunächst wieder seinen Hof in Hermannsburg. Später arbeitete er auch als ehrenamtlicher Bodendenkmalpfleger für den Landkreis Celle. Im Celler Schloss stellte er Funde aus dem Kreisgebiet aus. Er warb dafür, in Celle oder im Landkreis Celle eine prähistorische Dauerausstellung oder Museumsabteilung einzurichten. Das ist ihm nicht gelungen. Im Bomann-Museum in Celle befinden sich einige Funde aus der ehemaligen Sammlung von Piesker, die zum Teil in seiner Dissertation veröffentlicht wurden. Auch Grabungsfunde der Siedlung der Trichterbecherkultur auf dem Lührsberg befinden sich im Bestand dieses Museums.

## Publikationen (Auswahl)
- Vorneolithische Kulturen der südlichen Lüneburger Heide. — Veröffentlichungen der urgeschichtlichen Sammlung des Provinzialmuseums zu Hannover, Band 3, 1932. (Der Direktor des Provinzialmuseums Hannover als Herausgeber hielt es für angebracht den Titel von „Spätpaläolithische Kulturen...“ in „Vorneolithische Kulturen“ zu ändern.)
- Das älterbronzezeitliche Totenhaus von Baven, Kreis Celle. – Die Kunde 1, 1933, S. 1 bis 4.
- Das vorgeschichtliche Totenhaus von Baven. – Celler Heimatkalender 1934, S. 29 bis 32.
- Das Totenhaus im Hügelgrab zu Baven. — Prähistorische Zeitschrift, 25, 1934.
- Funde aus der ältesten Bronzezeit der Südheide. – Nachrichten aus Niedersachsens Urgeschichte, 11. 1937 120 ff.
- Untersuchungen auf der Hünenburg bei Borg, Kr. Fallingbostel. – Nachr. a. Nieders. Urgesch. 11, 1937, 144–163.
- Haus– und Hüettengrundrisse aus der Stein- und Altbronzezeit Niedersachsens. – Forschung u. Fortschritt 13, 1937, 401 f.
- Mittelsteinzeitlicher Hüttengrundriß von Bockum, Ldkr. Lüneburg. – Nachrichtenblatt f. Deutsche Vorzeit 13, 1937, 47 ff.
- Das steinzeitliche Dorf bei Dohnsen, Kreis Celle. In: Kunde 5, 1937, 129–136.
- Ur–Runenfund aus Niedersachsen. Der Altbronzezeitliche Grabfund von Quarrendorf. – Niedersachsen. Jahrgang 43, Sept. 1938.
- Das Dorf der Großsteingräberkultur bei Dohnsen. – Germanenerbe 1938. 296–299.
- Bronzezeitliche Untersuchungen auf dem Truppenübungsplatz Bergen, Kr. Celle. – Nachrichtenblatt für deutsche Vorzeit 15, 1939, 187ff
- Altpaläolitische Funde aus der Südheide. In: J. ANDREE. Der eiszeitliche Mensch in Deutschland und seine Kulturen. 1939, 114–139
- Urgermanischer Frauenschmuck aus der Lüneburger Heide.– Germanenerbe 4, 1939, 242 ff
- Steingräber in der Südheide. Ein neuer Fund bei Bleckmar. In: Der Sachsenspiegel (Beilage der Celleschen Zeitung) 1941, Nr. 1
- Ein Fund aus der Zeit der Rentierjäger. Grabungsbericht von einem altsteinzeitlichen Rastplatz bei Dohnen. In: Der Sachsenspiegel (Beilage der Celleschen Zeitung) 1950, Nr. 5
- Die vielrippigen Armbänder der älteren Bronzezeit. Ein Beitrag zu den Problemen des bronzezeitlichen lüneburgischen Formenkreises mit einem Exkurs zur Radnadelfrage. – Lüneburger Blatt 5, 1954
- Untersuchungen zur älteren Lüneburgischen Bronzezeit. – Veröffentlichung des nordwestdeutschen Verbandes für Altertumsforschung und der urgeschichtlichen Sammlung des Landesmuseums Hannover 1958.
- Auf den Spuren von Alt–Hermannsburg. In: Die Kirche St. Peter und Paul in Hermannsburg Nr. 4
- Der Landkreis Celle in vor– und frühgeschichtlicher Zeit. In: Heimatchronik der Stadt und des Landkreises Celle. 1959
- Auf den Spuren von Alt–Hermannsburg. – Die Kunde N.F. 12, 1961, 75–84.
- Die Absatzbeile vom osthannoverschen und nordischen Typus im Lüneburgischen. In: Studien aus Alteuropa I. 1964, 176 ff.
- Ein vorgeschichtliches Kultgerät aus der Südheide. – Die Kunde N. F. 26/27, 1975/76, 87 f.